# Artur Remenjak
Artur Volodymyrovyč Remenjak (in ucraino Артур Володимирович Ременяк?; 9 agosto 2000) è un calciatore ucraino, attaccante del Ruch L'viv.

## Carriera
Prodotto del settore giovanile del L'viv, debutta in prima squadra il 30 settembre 2020 in occasione dell'incontro di Kubok Ukraïny perso 2-0 contro il Vorskla.

## Statistiche

### Presenze e reti nei club
Statistiche aggiornate all'11 dicembre 2021.
| Stagione        | Squadra         | Campionato      | Campionato | Campionato | Coppe nazionali | Coppe nazionali | Coppe nazionali | Coppe continentali | Coppe continentali | Coppe continentali | Altre coppe | Altre coppe | Altre coppe | Totale | Totale |
| Stagione        | Squadra         | Comp            | Pres       | Reti       | Comp            | Pres            | Reti            | Comp               | Pres               | Reti               | Comp        | Pres        | Reti        | Pres   | Reti   |
| --------------- | --------------- | --------------- | ---------- | ---------- | --------------- | --------------- | --------------- | ------------------ | ------------------ | ------------------ | ----------- | ----------- | ----------- | ------ | ------ |
| 2020-2021       | L'viv           | PL              | 14         | 0          | CU              | 1               | 0               |                    | -                  | -                  |             | -           | -           | 15     | 0      |
| 2021-2022       | L'viv           | PL              | 11         | 1          | CU              | 2               | 0               |                    | -                  | -                  |             | -           | -           | 13     | 1      |
| Totale carriera | Totale carriera | Totale carriera | 25         | 1          |                 | 3               | 0               |                    | -                  | -                  |             | -           | -           | 28     | 1      |